# Zizur Zendea
Zizur (en basc, oficialment en castellà Cendea de Cizur) és un municipi de Navarra, a la comarca de Cuenca de Pamplona, dins la merindad de Pamplona. Limita al nord amb Oltza i Pamplona, a l'est amb Galar, al sud amb Ukar, Adios, Uterga, Legarda i Puente la Reina, i a l'oest con Zabaltza i Etxauri. També és anomenat Zizur Zendea o Cendea de Cizur.

## Història
Aquest territori ha estat poblat des d'èpoques prehistòriques, com ho testifiquen les peces de sílex oposades a l'altiplà de Barañain-Eulza. A Sansol (Muru-Astrain) s'han trobat vestigis pertanyents a un poblat de la 1a i 2a Edat de Ferro. Existeixen també restes similars, encara que de menor importància, en els turons i llomes pròxims, ja que aquesta època va ser convulsa i insegura i els seus pobladors s'establien en llocs defensius i a la vora de petits altiplans; només Larraia se situa en una ondanada, encara que l'església i el palau Cap d'Armeria es localitzen en la zona alta del lloc. En tots els casos es tractava de petits assentaments que es van consolidar en els segles XI, XII i XIII, com ho testifica l'arquitectura religiosa de la Cendea, pertanyent gairebé totalment als citats segles. Durant l'Edat Mitjana es va afermar el senyoriu secular; van sorgir Guendulain, Eulza i Eriete i es van construir palaus en molts pobles. Per altra banda, algunes institucions eclesiàstiques van posseir béns en la Cendea, com la parròquia de San Lorenzo de Pamplona i els monestirs d'Iratxe, Iranzu i l'Hospital de Roncesvalles. Però va ser el Gran Priorat de l'Orde de Sant Joan de Jerusalem (a través de l'encomana de Zizur Txiki) el més beneficiat amb terres i rendes. En els segles xvi i xvii la Cendea va conèixer una certa florida econòmica que ha deixat importants petjades en el patrimoni artístic religiós i en l'arquitectura civil. En 1553 la població va arribar un total de 208 focs o veïnatges i va romandre bastant estacionària durant els tres segles següents. En el segle XX es produïx un creixement demogràfic dels nuclis més pròxims a Pamplona i la disminució del món rural (es despoblen Eriete i Guendulain).

## Demografia
| Evolució demogràfica                             | Evolució demogràfica | Evolució demogràfica | Evolució demogràfica | Evolució demogràfica | Evolució demogràfica | Evolució demogràfica | Evolució demogràfica | Evolució demogràfica | Evolució demogràfica | Evolució demogràfica |
| 1996                                             | 1998                 | 1999                 | 2000                 | 2001                 | 2002                 | 2003                 | 2004                 | 2005                 | 2006                 | 2007                 |
| ------------------------------------------------ | -------------------- | -------------------- | -------------------- | -------------------- | -------------------- | -------------------- | -------------------- | -------------------- | -------------------- | -------------------- |
| 1 105                                            | 1 091                | 1 198                | 1 308                | 1 391                | 1 597                | 1 703                | 1 744                | 1 977                | 2 238                | 2 543                |
| Fonts: Cizur i Institut d'Estadística de Navarra |                      |                      |                      |                      |                      |                      |                      |                      |                      |                      |